# نزاکت سیاسی
سخن گفتن و عمل کردن بر طبق ادب سیاسی یا ملاحظات سیاسی را، با این منظور که اقلیت‌های نژادی و مذهبی و غیره نرنجند، نزاکتِ سیاسی یا بی‌نقصیِ سیاسی یا درستکاریِ سیاسی یا وجاهتِ سیاسی (به انگلیسی: Political correctness) می‌گویند. از نزاکت سیاسی در بسیاری از موارد در چارچوب مصلحت‌گرایی سیاسی پیروی می‌شود.
نزاکت سیاسی به نحوهٔ گفتار و رفتار و سیاستی اشاره دارد که در آن فرد در بیان منظور خود، ارائهٔ دیدگاه خود یا به نمایش گذاشتن هنر خود سعی می‌کند تا اقلیت‌های آسیب‌پذیر و افراد به‌حاشیه‌رانده‌شده جامعه یا افرادی را که به نوعی به آن‌ها تبعیض اجتماعی روا داشته شده، نرنجاند و آن‌ها را مورد آزار کلامی یا تحقیر اجتماعی قرار ندهد. فرد سعی دارد در سیاست شخصی خود و با گفتار، رفتار یا دیدگاه‌های خود تا اندازه ممکن اخلاق عمومی و پذیرفته شده جامعه را در نظر بگیرد و در کلام، روش بیان و رفتار خود، این سیاست گذاری فردی و اخلاقی را مراعات کند. در غیر این صورت گفته می‌شود که وی در گفتار، رفتار یا دیدگاه خود ملاحظات نادرست داشته‌است و رفتار و گفتار او از منظر عمومی نادرست بوده‌است.
گاه ممکن است فرد دیدگاه خود را با این ملاحظات اخلاق جمعی سازگار نبیند، اما چنین فردی با آشکار کردن دیدگاه ناسازگار خود ممکن است در موقعیت یک نژادپرست، زن‌ستیز، همجنس‌گراهراس، تراجنس‌هراس، ضد افراد دارای معلولیت و از این قبیل قرار بگیرد و مجبور به تصحیح سخن یا رفتار خود باشد.
به‌ویژه در جوامع گوناگون رسانه‌های عمومی، مسئولان و مدیرانی که نقش تصمیم‌گیرنده در جامعه دارند، می‌کوشند تا در بیانات خود همواره نزاکت سیاسی را به نمایش بگذارند و از ابراز سخنانی که ممکن است توهین مذهبی، قومی، جنسیتی یا اهانت به جامعه معلولان، سالمندان یا گرایش‌های مختلف جنسی به‌شمار آید، بپرهیزند.
رسانه‌های عمومی و جمعی نیز سعی می‌کنند و مجبورند تا این سیاست‌گذاری کلی را رعایت کنند چون همیشه مورد دقت و توجه عمومی قرار دارند تا با انتشار مطالب و ارائه برنامه‌های خوداقلیت‌های سرکوب شده یا گروه‌های مورد تبعیض را مورد آزار قرار ندهند، به تبعیض عمومی علیه آن‌ها دامن نزنند یا به‌طور مستقیم یا غیرمستقیم و به نوعی نفرت پراکنی نژادی، جنسی و آزار و سرکوب اقلیت‌ها را تأیید نکنند.
امروزه افراد در محافل خصوصی و میان دوستان و آشنایان، همچنان نظرات خود را با ملاحظه این سیاست و ملاحظه فردی بیان می‌کنند و درغیر این صورت ممکن است با واکنش‌های منفی و منتقدانهٔ اطرافیان خود روبه‌رو شوند.

## شناور بودن مفهوم و رویکرد
حساسیت‌های عمومی و چارچوب‌های ملاحظهٔ این که چه کلامی یا بیانی از منظر عمومی درست است، در جوامع گوناگون با یکدیگر فرق‌هایی دارد اما به نظر می‌رسد اصطلاح‌های مدرن با ملاحظه‌ها و سیاست‌گذاری‌های هنجارمند شکل می‌گیرند. نمونهٔ آن‌ها را می‌توان در مورد اصطلاح‌های قدیم و جدید زیر مشاهده کرد:
- همجنسباز: اهانت به جامعه اقلیت‌های جنسی و همجنسگراها
- غربتی: اهانت به مهاجرین یا اتباع خارجی
- کاکاسیاه (nigger): اهانت به جامعه سیاه‌پوست‌ها
- مُنگول بودن: اهانت به افراد دارای سندرم داون و اهانت به قوم مغول
- علیل، افراد ناتوان، افراد کم‌توان اهانت به افراد دارای معلولیت
- کارگر جنسی به جای روسپی

در کنار موارد مشابه با موردهای ذکر شده در بالا، کوشیده می‌شود از کاربرد واژه‌هایی که به‌طور ضمنی برتری مرد نسبت به زن را القا می‌کند نیز پرهیز شود و برای آن‌ها واژه‌های جایگزین به کار رود. مانند: دلاوری به جای مردانگی، ایستادگی به جای پایمردی، فتوت به جای جوانمردی و …

## منتقدین نزاکت سیاسی
مخالفان نزاکت سیاسی می‌گویند نباید با عناوینی مانند نزاکت سیاسی زمینه ای فرآهم شود تا صدای عده‌ای خفه شود. نویسنده و هنرپیشه مشهور بریتانیایی، اِستیون فِرای معتقد است نزاکت سیاسی باعث می‌شود تا پیشرفت‌های عصر روشنگری به صورتی نظام‌مند و هدفمند به عقب بازگردد. 
منتقدان نزاکت سیاسی عنوان می کنند اگر بنا باشد هر بار دانشگاه و رسانه‌ متهم شود که چرا به فلانی با فلان عقاید تریبون داده است، کم‌کم صداهای متفاوت دیگر به گوش نمیرسد.